# Câu lạc bộ bóng chuyền Bến Tre
Câu lạc bộ bóng chuyền Bến Tre (gọi tắt Bến Tre) là một câu lạc bộ bóng chuyền Nam chuyên nghiệp có trụ sở ở Bến Tre, Việt Nam. Đây là đội bóng đang thi đấu tại Giải vô địch bóng chuyền quốc gia Việt Nam. Bến Tre là đội bóng đặc biệt nhất giải khi tham gia 10 trên tổng số 18 lần Giải vô địch bóng chuyền quốc gia Việt Nam tổ chức tính từ năm 2004 đến 2022 nhưng đã nhiều lần xuống hạng vào các năm 2009, 2011, 2016, 2019 và 2022. Tại giải VĐQG năm 2021, sau khi thi đấu xong 2 giai đoạn, 	Bến Tre. Thi đấu 8 trận, thắng 0 trận, đạt 0 điểm với tổng số 3 séc thắng và 	24 séc thua, xếp thứ 5 bảng đấu. Kết quả tranh thứ hạng từ 6-9 đội xếp thứ 9.

## Thành tích
Tại Giải vô địch bóng chuyền quốc gia Việt Nam, thành tích tốt nhất của Câu lạc bộ bóng chuyền Bến Tre là xếp hạng tư năm 2007.

## Đội hình thi đấu

### Hiện tại
- Huấn luyện viên:  Diệp Thanh Lam[5]
- Trợ lý: Mai Văn Điều

Các vận động viên: Nguyễn Thành Phát, Lê Văn Hậu, Bùi Trường Thịnh, Trần Minh Quân, Nguyễn Thành Nhân, Nguyễn Phước An, Trần Đức Huy, Nguyễn Bảo Chánh, Nguyễn Hoàng Lam, Đặng Võ Quang Huy, Nguyễn Phúc Lộc, Trần Trọng Nhự, Nguyễn Hoàng Kha.

### Quá khứ
- Năm 2022: Huấn luyện viên:  Diệp Thanh Lam[5] Trợ lý: Mai Văn Điều. Các vận động viên: Nguyễn Thành Phát, Lê Văn Hậu, Bùi Trường Thịnh, Trần Minh Quân, Nguyễn Thành Nhân, Nguyễn Phước An, Trần Đức Huy, Nguyễn Bảo Chánh, Nguyễn Hoàng Lam, Đặng Võ Quang Huy, Nguyễn Phúc Lộc, Trần Trọng Nhự, Nguyễn Hoàng Kha.
- Năm 2020:  Phạm Thoại Khương (Đội trưởng), Trần Minh Quân, Nguyễn Thành Nhân, Lê Đức Mạnh, Trương Quang Anh Tuấn, Nguyễn Phước An, Trần Đức Huy, Trần Minh Nhựt, Nguyễn Bảo Chánh, Nguyễn Hoàng Lam, Trần Trọng Như, Đặng Võ Quang Huy, Lê Văn Mậu, Nguyễn Thành Phát.